# Aisaut
Isaut (francès Izaut-de-l'Hôtel) és un municipi occità del departament de l'Alta Garona, a la regió d'Occitània.